# Tiffeny Milbrett
Tiffeny Carleen Milbrett, née le 23 octobre 1972 à Portland, est un footballeuse américaine évolutant au poste d'attaquante. Elle est internationale américaine (204 sélections en équipe nationale).

## Biographie
En 2001, Tiffeny Milbrett est désignée par la FIFA deuxième meilleure joueuse du monde derrière Mia Hamm.

## Palmarès
- Championne olympique de football féminin : Atlanta, 1996.
- Vice-championne olympique de football féminin : Sydney, 2000.

## Distinction personnelle
- Élue deuxième meilleure joueuse au monde au en 2001 par la FIFA.